# ヒルビリー・バップス
ヒルビリー・バップス（HILLBILLY BOPS）は、1983年に結成された日本のロカビリーバンド。

## 概要
良質なロカビリーサウンドとしっかりとした演奏力、加えて忌野清志郎による提供シングルなどのポップな楽曲により、幅広い層で人気を獲得した。しかし、全国ツアー初日公演翌日の1988年3月29日、Vo.宮城宗典の死去により一時活動休止。その後、5月5日の追悼LAST・GIGを経て、2代目Vo.横山裕高を迎え再始動するが、1990年解散。2004年から活動再開。

## 来歴
東京・原宿の古着屋に出入りしていた仲間と共に1982年12月25日、前身の「ロバート平野とクレイジーロカビリーバンド」を結成。翌1983年の4月にヒルビリー・バップスを結成する。元々はジョニー・バーネット・トリオやジーン・ヴィンセント等のカバーを中心に演奏するロカビリーバンドであった。確かな演奏力に加え、人目を惹くメンバーの容姿の相乗効果で硬派・軟派の両方から支持された。インディーズ時代はライブハウスの動員記録を次々と塗り替える勢いがあった。
1986年4月25日、シングル「微熱なキ・ブ・ン（とびきり16歳）」でキティレコードからメジャー・デビュー。同曲はライオンの制汗デオドラント“BAN16”のCM曲に使用されたこともあり、スマッシュヒット。好調なスタートを切った。
その後、宮城は忌野清志郎と出会い、「俺のソウルブラザー」と呼ばれる程に可愛がられ、1986年7月25日発売の2枚目のシングル「バカンス」を楽曲提供される。忌野曰く「彼とは音楽の話ばかりしていた」。
同年10月にはデビュー半年でテレビ朝日の深夜枠『まんまとアイドル』（1987年3月までの2クールオンエア）に長島ナオトとメイン出演。
メジャーデビュー2年目の1987年はレコーディング、全国ライブ、テレビ出演、映画出演（松本隆原作の『微熱少年』に宮城とメンバーが出演）、地方キャンペーンと休む暇のない1年だった。10月からは、前年度放送された主演バラエティ番組『まんまとアイドル』が好評だったため、同じテレビ朝日で新番組『ヒルビリー・ザ・キッド』（1988年3月までの2クール）の放送が始まる。
この時期のスケジュールは過密であり（レギュラーテレビの収録、『ミュージックステーション』、『オールナイトフジ』などの生放送などテレビラジオ収録、学園祭出演、ワンマンライブ、東名阪札の地方キャンペーン、そして大晦日には名古屋にてオールナイトのライブイベント『ロックンロールバンドスタンド』出演）メディア露出も多かった。加えてレコーディングもこなしていた。
このような活動もあり、翌1988年早々に売り出した春の全国ツアーのチケットは最短5時間で完売。この人気に応えるべく、グループは急遽ミニ・アルバムのレコーディングに入り、約4週間で完成させた。
全国ツアー初日公演（1988年3月28日、日清パワーステーション）の翌日、3月29日の朝方にVo.宮城が高層建築物から飛び降りを計り、着地後の数時間後に死亡。死因は内出血による内臓破裂、膝下は複雑骨折だった。遺書や遺言はなく動機は未だ不明。
予定されていた残りのツアーは全てキャンセル（同年末辺りには日本武道館でのワンマンも予定されていた）。
3月31日に放送された主演テレビ番組『ヒルビリー・ザ・キッド』（3月5日に収録済）の最終回は変更なく放映、深夜にもかかわらず5.5%の視聴率を記録。番組の最後に「宮城君の愛した音楽は永遠に残ります」のテロップが映し出された。
同年5月5日には日比谷野音で追悼ライブが行われ、以前より親交のあった音楽仲間や映画を通じて親しくなったミュージシャン（忌野清志郎、仲井戸麗市、BARBEE BOYSの杏子、エンリケ、MOJO-CLUB、THE REDSの大平太一、レピッシュのMAGUMI、元C-C-Bの関口誠人、UP-BEATの広石武彦、長島ナオトら等々多数）が参加した。
5月26日から4日間、宮城の遺作「Dear Friend」をレコーディング。Vo.は小西が担当。宮城没後のライブでは樋口がVo.を担当、レコーディングは最初、川上が歌う予定だった。
7月25日、キティ・レコードよりイメージ・アルバム（アニメ・サントラ）「八神くんの家庭の事情part2」をリリース。「Dear Friend」、「ウェディング・ベルを抱きしめて」を収録。川上はアルバム内のゲスト声優としても参加。因みに同アニメの原作者、楠桂はヒルビリーの大ファンだった。
その後、暫しの活動休止期間を経て、2代目Vo.横山裕高を迎え再始動。1989年5月5日には再び日比谷野音のステージに立つなど順調に活動を展開していくが、1990年5月5日の日比谷野音でのライブを最後に解散。但し正式なアナウンスは後日発表。
解散後、ベースの川上は1990年6月、元トランプスの荒井謙と酒井正洋、元ミンツの柳井英俊とネオロカビリー系のバンドTHE VINCENTSを結成。1991年にSTRAY CATS来日公演のフロントアクトを務め、ある程度の成功を収めたが1994年夏に解散。同時期に忌野の覆面バンドTHE TIMERSでも活動した。
ドラムの小西はスタジオミュージシャンやドラム教室の講師として活動。ギターの平野は2代目Vo.の横山とともにバンド活動を行っていたが、次第に音楽活動からは遠ざかって行った。
解散から20年後にあたる2003年3月28日、四谷フォーバレーにて『結成20周年』と称し、フィルムコンサート『7時からのレボリューション』が行われた。
バンド解散から14年後の2004年5月4日・5日、四谷FOUR VALLEYにて2DAYSワンマン『HillbillyBops Mania Good Rock'in Tonight』を行った。メンバーは
- Vo 横山裕高(A٠Gt)
- Vo 樋口雅紀(A٠Gt)
- Gt 平野哲也
- Ba 川上剛
- Dr 佐藤悦也
- Guest Vo & Dr 小西竜太郎
- Support Gt & Instrumental Technician ハリー

セットリスト
- Baby Blue
- Down The Line
- Mystery Train
- Dog House
- Blue Moon Of Kentucky
- Your Baby Blue Eyes
- Summer Time Blues
- 劇的Burning Love
- NoWhereMan
- Dance & Bop
- You
- 隣人
- 夢見る頃を過ぎても
- 5時からのレボリューション
- 耳鳴りのする丘
- As Tears Go By
- G・オーウェルの息子たち
- Never Stop
- Our Song

ENCORE
- Be Bop A-Lula
- Peggy Sue(小西竜太郎Vo）
- Dear Friend(小西竜太郎Vo）
- バカンス（初日Dr佐藤悦也、2日目Dr小西竜太郎）

セットリストには「ブレイントリップA-Go-Go」も載っていたが、諸事情により演奏されなかった。9月には大阪・名古屋でライブも行われた。その後のライブ演奏には佐藤、小西は不参加。但し佐藤はライブには毎回、客席から参加しステージにも上がっている！現在はサポート・ドラマーとして元MOJO CLUBの杉山章二丸が2005年頃から、元ヒルビリーローディー「ハリー」がサポートとしてサイドギター兼ローディーで2004年頃から参加している。
2009年7月25日、両国FOUR VALLEYにて「ドカドカうるさいロカビリーバンド」が開催。この年は忌野やofficialのBlog開設等に携わったスタッフの方が亡くなった追悼も兼ねたライブだった（タイマーズの曲も演奏された）ゲストには久保田さちお、宮城の妹が出演。
2010年3月29日、下北沢GARDENにて「HILLBILLY BOPS & FRIENDS ～ OUR SONG」が行われる。ステージにはライオンメリーが20年振りに参加。ゲストには杏子、元担当ディレクターだった森川欣信、前年に続き久保田さちお、宮城の妹が出演。当日は横山が歌う「微熱なキ・ブ・ン」が披露されるなど1つの区切りとなる内容だった。
2016年7月23日、羽田TIAT SKY HALLにてLIVE「30th Anniversary Party」を開催。杏子等がゲスト出演。
2020年8月頃、音楽ライター本田隆と川上でオンラインファンクラブ「ロカビリー研究会」とYouTube番組「HILLBILLY channel」を発足させる。
2021年12月1日、「GREASE UP MAGAZINE Vol.19」が発売。ヒルビリー特集がメインでメンバー、元メンバー、元スタッフ、関係者からのインタビューが掲載。
2024年10月5日、新宿LOFTにて「CRACK THE MARIAN」との2マンLIVE
CRACK The MARIAN 40th Anniv 2DAYS -vol.2-
「俺たちBEAUTIFUL TEDDY BOYS」SPECIAL 2MAN SHOW！
に出演。
この日のメンバーは
- Vo 横山裕高
- Vo&Gu 樋口雅紀
- Gt 平野哲也
- Ba 川上剛
- Dr 杉山章二丸(サポート)
- Sax 青木ケイタ(サポート)

メンバー全員が社会人として働いており多忙であるため、ライブは数年に1回程度しか行われていないがバンド活動は継続中である。

## メンバー
- 2代目Vo. - 横山裕高（1966年3月7日 - A型）1988年8月31日のシークレットGIG参加を経て加入）愛知県名古屋出身。
- G. - 平野哲也（1962年5月5日 - B型）千葉県出身。ニックネームは「社長」
- Sax. - 樋口雅紀（1962年9月30日 - B型）1985年2月に加入。宮城の没後、1988年8月31日の名古屋ELLでのシークレットGIG出演を最後に脱退。2004年頃から復帰。熊本県出身。ニックネームは「Jim(ジム)」
- B. - 川上剛（1961年9月18日 - A型）秋田県出身。バンドリーダー。タイマーズでは「BOBBY（ボビー）」。
- 初代Dr. - 佐藤悦也（1964年1月16日 - B型）1986年8月31日脱退。2004年頃から復帰。岩手県出身。
- Dr. - 杉山章二丸（2005年頃からサポートとして参加）
- G. - ハリー（元ヒルビリーローディー。2004年頃からサポートとして参加。ローディー業務も兼務）

## 元メンバー
- 初代Vo. - 宮城宗典（1965年1月8日 - 1988年3月29日 - O型）東京都出身。ニックネームは「Littosam（リトサム）」
- Gu. - 中村千里（1962年1月1日生まれ -  A型）東京都練馬区出身。前身バンド時代から参加。1984年10月脱退。 ニックネームは「Jerry（ジェリー）」
- Dr. - 風間幹也（佐藤脱退から小西加入までの間、サポートドラマーとして参加）
- 2代目Dr. - 小西竜太郎（1964年12月20日 - B型)元ロマンティックス。1986年11月加入）：東京都出身。
- Key. - ライオンメリー（1954年8月9日 - B型)ライオンメリィとも表記される。ヴァージンVS、メトロファルス、ヤプーズのメンバーで、宮城在籍時はサポート。1988年9月より正式参加）：東京都出身。

## 音楽
- 全てのシングル・アルバムはキティ・レコードからリリースされた。

### シングル
| # | 発売日          | A/B面 | タイトル                   | 作詞                     | 作曲                     | 編曲                       | 規格品番 |
| - | --------------- | ----- | -------------------------- | ------------------------ | ------------------------ | -------------------------- | -------- |
| 1 | 1986年 4月25日  | A面   | 微熱なキ・ブ・ン           | 山川知也                 | 吉田雅彦                 | 馬飼野康二                 | 7DS-0111 |
| 1 | 1986年 4月25日  | B面   | 世紀末少年                 | 谷穂ちろる               | Hill Billy Bops          | Hill Billy Bops            | 7DS-0111 |
| 2 | 1986年 7月25日  | A面   | バカンス                   | 忌野清志郎               | 忌野清志郎               | Hill Billy Bops            | 7DS-0117 |
| 2 | 1986年 7月25日  | B面   | Better,Better Holiday      | Hill Billy Bops          | Hill Billy Bops          | Hill Billy Bops            | 7DS-0117 |
| 3 | 1986年 10月25日 | A面   | 激的バーニング・ラブ       | Hill Billy Bops          | Hill Billy Bops          | Hill Billy Bops            | 7DS-0128 |
| 3 | 1986年 10月25日 | B面   | Dog House                  | Hill Billy Bops          | Hill Billy Bops          | Hill Billy Bops            | 7DS-0128 |
| 4 | 1987年 2月25日  | A面   | ビシバシ純情!              | 谷穂ちろる               | 馬飼野康二               | 馬飼野康二                 | 7DS-0134 |
| 4 | 1987年 2月25日  | B面   | 二人の為の甘いバラード     | Hill Billy Bops          | Hill Billy Bops          | Hill Billy Bops            | 7DS-0134 |
| 5 | 1987年 5月25日  | A面   | 僕たちのピリオド           | 谷穂ちろる               | 馬飼野康二               | 馬飼野康二 Hill Billy Bops | 7DS-0146 |
| 5 | 1987年 5月25日  | B面   | ブレイントリップ A-Go-Go   | 宮城宗典                 | 樋口雅紀                 | Hill Billy Bops            | 7DS-0146 |
| 6 | 1987年 10月25日 | A面   | 真夜中をつっぱしれ         | 谷穂ちろる               | 肝沢幅二                 | Hill Billy Bops            | 7DS-0153 |
| 6 | 1987年 10月25日 | B面   | 崩れ落ちてゆくサマーナイト | 宮城宗典                 | 樋口雅紀                 | Hill Billy Bops            | 7DS-0153 |
| 7 | 1989年 3月25日  | A面   | OUR SONG                   | Your Friends（森川欣信） | Your Friends（森川欣信） | Hill Billy Bops            |          |
| 7 | 1989年 3月25日  | B面   | FACSIMILE GIRL             | 和久井光司               | 平野哲也                 | Hill Billy Bops            |          |
| 8 | 1989年 10月25日 | A面   | G・オーウェルの息子たち    | 和久井光司               | 伊豆田洋之               | Hill Billy Bops            |          |
| 8 | 1989年 10月25日 | B面   | 裏切り者との朝食           |                          |                          | Hill Billy Bops            |          |

### アルバム
横山加入後

### 再発&リリース
- 『TEAR IT UP』・『HILLBILLY THE KID〜DOWN THE LINE』・『PUBLIC MENU』（1998年4月1日、再発売）

## 出演

### ラジオ
- ヒルビリー・バップスのオールナイトニッポン（1989年10月 - 1990年3月、ニッポン放送）金曜2部